# Svržno
Svržno − mała wieś w Czechach. Administracyjnie należy do miasta Hostouň, od którego jest oddalona o ok. 1,5 km na północ.
Przez miejscowość przechodzi trakt  kolejowy Domažlice - Planá u Mariánských Lázní. Wieś posiada 30 gospodarstw (zarejestrowanych adresów) a w roku 2001 zamieszkiwało ją 38 osób. Od 2004 roku we wsi odbywa się targ koński.
Svržno to także grunty katastralne o powierzchni 5,65 km².